# Jan Henryk Klawe

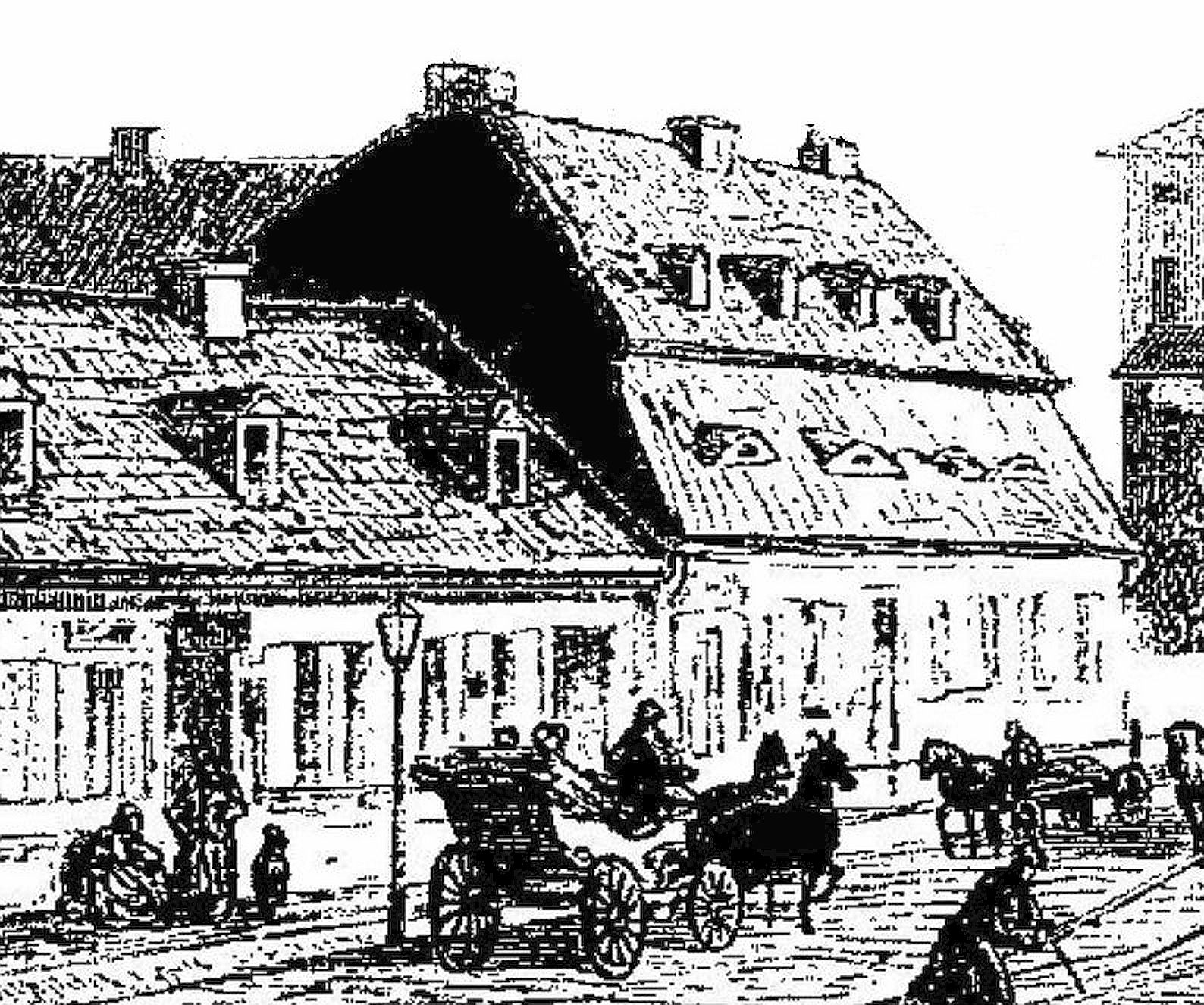
Dom Jana Henryka Klawe przy ulicy Marszałkowskiej nr. hip. 1398; fragment ryciny Wojciecha Gersona.

Jan Henryk Klawe (ur. 1792 w Baniach na Pomorzu, zm. 14 września 1874 w Warszawie) – piekarz, piwowar, działacz społeczny, filantrop.

## Życiorys
Jan Henryk Klawe, zwany często Henrykiem, urodził się w 1792 roku w Baniach (Bahn) na obecnym Pomorzu Zachodnim. Był najstarszym synem młynarza też Jana Henryka i Anny Elżbiety z Nauwaldtów pochodzących z Mieszkowic (Bärwalde) położonych przy obecnej granicy niemieckiej. Jego ojciec przed 1797 rokiem przeniósł się z rodzinnego Pomorza na ziemie polskie. Początkowo osiedlił się w okolicach miasta Warta, później przeniósł się do Iwicznej i Pruszkowa, gdzie zmarł w 1825 roku.
Jan Henryk Klawe syn przybył do Warszawy w 1811 roku, jak wynika z zachowanych dokumentów warszawskiej parafii ewangelicko-augsburskiej. W stolicy zdał egzamin mistrzowski na majstra piekarskiego.
W latach 1818–1835 prowadził piekarnię przy ulicy Marszałkowskiej pod nr hipotecznym 1377, a w latach 1832–1846 piekarnię znajdującą się po drugiej stronie ulicy, na znacznie większej działce pod nr hipotecznym 1398 (obecnie róg ulicy Moliera, wtedy jeszcze nieistniejącej). Według niektórych opracowań w tym czasie (1825–1829) był starszym warszawskiego cechu piekarzy.
Prowadząc dużą piekarnię, Jan Henryk Klawe mógł sobie pozwolić na prowadzenie działalności filantropijnej na rzecz ubogich mieszkańców Warszawy. Wypiekał część bochenków chleba w powiększonych rozmiarach a sprzedawał je ubogim po cenach zgodnych z taksą marszałkowską na pieczywo. W czasie częstych w tych czasach klęsk żywiołowych, dostarczał za darmo pieczywo powodzianom i pogorzelcom.

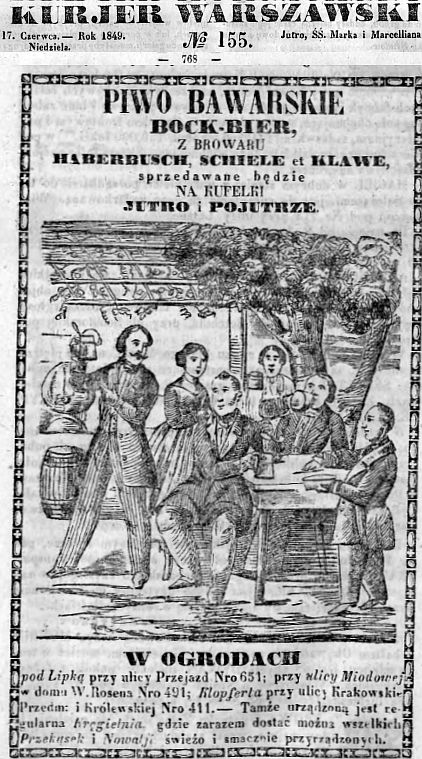
Reklama browaru Haberbusch, Schiele i Klawe z 1849 roku

W roku 1846 Jan Henryk Klawe wraz z piwowarem Błażejem Haberbuschem kupują nieczynny browar licytowany przez bank za długi i przybrawszy do spółki Konstantego Schiele uruchamiają produkcję nowego, na polskim rynku, gatunku piwa tzw. bawarskiego, a kilka miesięcy później również porteru. Nowa spółka z czasem wyrośnie na największy browar warszawski, jednak wtedy nie będzie już w niej Klawego.
Jan Henryk Klawe wyszedł ze spółki w 1865 roku przyjmując odstępnego 42 tysiące rubli srebrem.
Wyprowadził się do swojego majątku ziemskiego, który nabył w 1850 roku w Duchnicach pod Ożarowem.
Jan Henryk Klawe zmarł w Warszawie i pochowany został na cmentarzu ewangelicko-augsburskim przy ulicy Młynarskiej.
Po sobie pozostawił dziesięcioro dzieci: Emilię Kuhn (1827–1889), Annę Haberbusch (1829–1893), Dorotę Schiele (1831–1900), Henryka Klawe (1832–1926), Aleksandrę Brukalską (1835–1915), Edwarda Klawe (1837–po 1876), Adelę Gładyszewską (1844–1933), Leona Klawe (1846–1933), Henryka Karola Klawe (1848–1926), Paulinę Klawe, później Jagielską (1859–1937).